# Tokyo Metropolitan Gymnasium

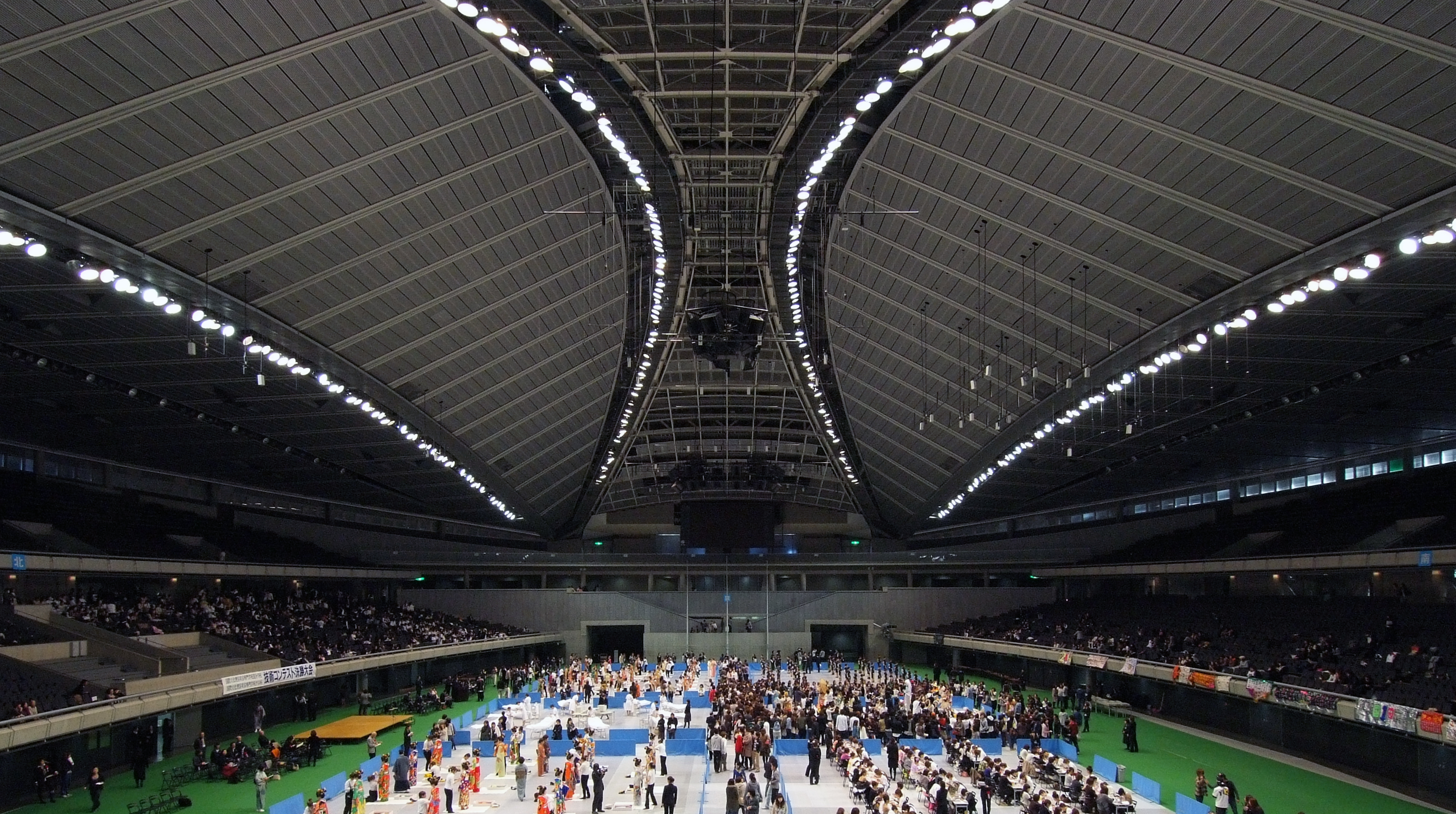
L'interno dell'impianto

Il Tokyo Metropolitan Gymnasium è un impianto sportivo coperto giapponese della città di Tokyo.

## Caratteristiche
È un impianto polivalente, costruito negli anni cinquanta del XX secolo per ospitare degli incontri di lotta libera ed è stato utilizzato anche per ospitare alcune discipline per le olimpiadi di Tokyo del 1964.
Attualmente è utilizzato per:
- Badminton
- Tennis
- Tennistavolo
- Pallavolo
- Pallacanestro
- Pattinaggio
- Karate
- Scherma (sport)